# Pertusa (stolica tytularna)
Pertusa (łac. Dioecesis Pertusensis) – stolica historycznej diecezji w rzymskiej prowincji Afryka Prokonsularna. Najczęściej jest utożsamiana z ruinami El-Haraïria mieszczącymi się na przedmieściach Tunisu. Od 1933 jest stolicą tytularną.

## Biskupi tytularni
| Lp. | Biskup                           | Funkcja                                                                | Od                   | Do               |
| --- | -------------------------------- | ---------------------------------------------------------------------- | -------------------- | ---------------- |
| 1.  | Georges Joseph Haezaert CSSp     | wikariusz apostolski Północnej Katangi (Demokratyczna Republika Konga) | 18 czerwca 1935      | 19 września 1957 |
| 2.  | Leonard Philip Cowley            | biskup pomocniczy Saint Paul i Minneapolis (Stany Zjednoczone)         | 28 listopada 1957    | 18 sierpnia 1973 |
| 3.  | George Fitzsimons                | biskup pomocniczy Kansas City-Saint Joseph (Stany Zjednoczone)         | 20 maja 1975         | 28 marca 1984    |
| 4.  | Kazimierz Górny                  | biskup pomocniczy krakowski (Polska)                                   | 26 października 1984 | 25 marca 1992    |
| 5.  | Roberto Rodríguez                | biskup pomocniczy Córdoby (Argentyna)                                  | 12 listopada 1992    | 23 czerwca 1998  |
| 6.  | Liborius Ndumbukuti Nashenda OMI | biskup pomocniczy Windhuk (Namibia)                                    | 5 listopada 1998     | 21 września 2004 |
| 7.  | Philippe Jourdan                 | administrator apostolski Estonii (Estonia)                             | 1 kwietnia 2005      | 26 września 2024 |
| 8.  | Fernando Enrique Ramón Casas     | biskup pomocniczy Walencji (Hiszpania)                                 | 6 listopada 2024     |                  |